# Српско-византијски стил
Српско-византијски архитектонски стил (грч. Σερβοβυζαντινός αρχιτεκτονικός ρυθμός) или Вардарска архитектонска школа (или „Вардарски стил”) у српској архитектури током средњег века обухвата временски период од 13. века до краја 14. века и географски простор Метохије, Косова и северне Македоније.
Сам стил се назива и Византијски због чињенице да су за узор узимане византијске грађевине, као и то да је настао под утицајем Ренесансе Палеолога.
Назив стила потиче од чињенице да су први сакрални објекти овог типа грађени у сливу реке Вардар, па одатле и назив.

## Историјат
Као почетак епохе се могу узети Милутинове цркве Светог Никите на Скопској Црној Гори (подигнута пре 1307) и Богородице Љевишке у Призрену (подигнута 1307), док се као њен крај могу узети цркве у Андрејашу (подигнута 1389), Драгобриљи (подигнута 1395) и Црколезу (1395). Међутим ове границе су само оквирне пошто има сакралних објеката који временски или географски припадају неком другом стилу, али су архитектонски грађене у Српско-византијском стилу.
Основну особеност овог стила представља основа у облику уписанога крста са једним или пет кубета, док се са западне стране обично налази припрата. Крст се лако препознаје у сводовима крова. Спољашња обрада црквених грађевина је извршена у Византијском стилу, што се манифестује употребом сивог или жућкастог камења и црвене опеке који су обично тако поређани, да стварају украсне шаре на фасади. Сама фасада је полихромна, састоји се од једног реда камена и три реда опеке и не малтерише се за разлику од Рашког стила и оригиналног фрескосликарства које га је пратило, грађевине Вардарског стила су украшене фрескама које су рађене по узору на византијске рађене у том периоду.
Пред крај епохе Српско-византијског стила у северним деловима некадашњег Српског царства почео је да се развија тзв. Моравски стил који се преплитао са Српско-византијским стилом у последњој четвртини 14. века.

## Најважнији споменици стила
Најрепрезентативнији архитектонски споменици рађени у Српско-византијском стилу су:
- Богородица Љевишка
- Краљева црква у Студеници
- Манастир Грачаница
- Манастир Пећка патријаршија
- Манастир Лесново

(Основна црква Светих апостола у Пећкој патријаршији је рађена у Рашком стилу, али су цркве Светог Димитрија, Николе и Богородице рађене у Вардарском.)